# Petyr Petrow (piłkarz)
Petyr Atanasow Petrow (ur. 20 lutego 1961 roku) – bułgarski piłkarz, grający na pozycji lewego lub środkowego obrońcy.
Jest wychowankiem Lewskiego Sofia, gdzie występował przez dziewięć sezonów. W tym czasie rozegrał w lidze dwieście pięć meczów, zdobył trzy tytuły mistrza, dwa Puchary oraz raz - w sezonie 1986–1987 - dotarł do ćwierćfinału Pucharu Zdobywców Pucharów. Był jednym z liderów linii defensywnej Lewskiego aż do 1989 roku, kiedy, po upadku komunizmu, wyjechał za granicę, do portugalskiego SC Beira-Mar. Największym osiągnięciem z czasów gry w tym klubie jest szóste miejsce w lidze oraz finał Pucharu Portugalii w sezonie 1990–1991. Dwa lata później Petrow powrócił do kraju, gdzie niedługo potem w barwach Beroe Starej Zagory zakończył piłkarską karierę.
W reprezentacji Bułgarii zadebiutował w 1981 roku. Przez całą dekadę był ważną postacią linii obronnej drużyny narodowej. Spełnieniem jego reprezentacyjnej kariery był występ na Mundialu 1986, na którym podopieczni Iwana Wucowa - po raz pierwszy w historii - przebrnęli przez fazę grupową i awansowali do drugiej rundy turnieju, w której przegrali 0:2 z Meksykiem. Petrow po pierwszym meczu zastąpił na lewej obronie Aleksandyra Markowa i w kolejnych spotkaniach grał od pierwszej do ostatniej minuty. Rok po mistrzostwach postanowił pożegnać się z reprezentacją.

## Sukcesy piłkarskie
- mistrzostwo Bułgarii 1984, 1985 i 1988, Puchar Bułgarii 1984 i 1986, Puchar Armii Sowieckiej 1984, 1987 i 1988 oraz ćwierćfinał Pucharu Zdobywców Pucharów 1986–1987 z Lewskim Sofia
- finał Pucharu Portugalii 1991 z SC Beira-Mar